# 4902 Thessandrus
4902 Thessandrus (1989 AN2) là một Trojan của Sao Mộc được phát hiện ngày 9 tháng 1 năm 1989 bởi C. S. Shoemaker ở Palomar.